# أنتوني تايلور (لاعب كرة سلة)
أنتوني تايلور (بالإنجليزية: Anthony Taylor) مواليد 30 نوفمبر 1965 في لوس أنجلوس، هو لاعب كرة سلة أمريكي معتزل. بدأ مسيرته الاحترافية في سنة 1988. تم اختياره من قبل فريق أتلانتا هوكس خلال الدرافت. حمل الرقم 3. يبلغ طوله 6 قدم 4 بوصة (1.9 م). حقق المركز الثاني في الألعاب الجامعية الصيفية 1987. اعتزل اللعب في 1989.

## الميداليات
| الميدالية | المسابقة                      |
| --------- | ----------------------------- |
| فضية      | الألعاب الجامعية الصيفية 1987 |

## روابط خارجية
- هذه المقالة غير مرتبط بويكي بيانات